# Lý thuyết vành
Trong đại số, lý thuyết vành là các nghiên cứu về vành—các cấu trúc đại số trong đó phép cộng và phép nhân được định nghĩa và có các thuộc tính tương tự như các phép toán được định nghĩa cho số nguyên. Lý thuyết vành nghiên cứu cấu trúc của các vành, các biểu diễn của chúng, hoặc nói cách khác, các mô-đun, các lớp đặc biệt của các vành (vành nhóm, vành chia, đại số bao phủ phổ quát), cũng như một mảng của các thuộc tính được quan tâm cả trong bản thân lý thuyết vành và trong các ứng dụng của nó, chẳng hạn như tính chất homology và các đặc tính của đa thức.
Các vành giao hoán được tìm hiểu kỹ hơn các vành không giao hoán. Hình học đại số và lý thuyết số đại số, trong đó cung cấp nhiều ví dụ tự nhiên của các vành giao hoán, đã thúc đẩy mạnh mẽ sự phát triển của lý thuyết vành giao hoán, mà bây giờ, dưới cái tên đại số giao hoán, đã trở thành một phân nhánh chính của toán học hiện đại. Bởi vì ba lĩnh vực này (hình học đại số, lý thuyết số đại số và đại số giao hoán) liên kết chặt chẽ với nhau đến nỗi việc quyết định một kết quả cụ thể thuộc về lĩnh vực nào là khó khăn và vô nghĩa. Ví dụ, Nullstellensatz của Hilbert là một định lý cơ bản của hình học đại số, và được thể hiện và chứng minh theo ngôn ngữ của đại số giao hoán. Tương tự, định lý lớn Fermat được phát biểu bằng ngôn ngữ của số học sơ cấp, vốn là một phần của đại số giao hoán, nhưng chứng minh của nó liên quan đến các kết quả sâu sắc của cả lý thuyết số đại số và hình học đại số.

## Sách tham khảo
- Lịch sử lý thuyết vành tại MacTutor Archive Lưu trữ ngày 24 tháng 4 năm 2017 tại Wayback Machine
- R.B.J.T. Allenby (1991). Rings, Fields and Groups. Butterworth-Heinemann. ISBN 0-340-54440-6.
- Atiyah M. F., Macdonald, I. G., Introduction to commutative algebra. Addison-Wesley Publishing Co., Reading, Mass.-London-Don Mills, Ont. 1969 ix+128 pp.
- T.S. Blyth and E.F. Robertson (1985). Groups, rings and fields: Algebra through practice, Book 3. Cambridge university Press. ISBN 0-521-27288-2.
- Faith, Carl, Rings and things and a fine array of twentieth century associative algebra. Mathematical Surveys and Monographs, 65. American Mathematical Society, Providence, RI, 1999. xxxiv+422 pp. ISBN 0-8218-0993-8
- Goodearl, K. R., Warfield, R. B., Jr., An introduction to noncommutative Noetherian rings. London Mathematical Society Student Texts, 16. Cambridge University Press, Cambridge, 1989. xviii+303 pp. ISBN 0-521-36086-2
- Herstein, I. N., Noncommutative rings. Reprint of the 1968 original. With an afterword by Lance W. Small. Carus Mathematical Monographs, 15. Mathematical Association of America, Washington, DC, 1994. xii+202 pp. ISBN 0-88385-015-X
- Nathan Jacobson, Structure of rings. American Mathematical Society Colloquium Publications, Vol. 37. Revised edition American Mathematical Society, Providence, R.I. 1964 ix+299 pp.
- Nathan Jacobson, The Theory of Rings. American Mathematical Society Mathematical Surveys, vol. I. American Mathematical Society, New York, 1943. vi+150 pp.
- Judson, Thomas W. (1997). "Abstract Algebra:  Theory and Applications".  An introductory undergraduate text in the spirit of texts by Gallian or Herstein, covering groups, rings, integral domains, fields and Galois theory.  Free downloadable PDF with open-source GFDL license.
- Lam, T. Y., A first course in noncommutative rings. Second edition. Graduate Texts in Mathematics, 131. Springer-Verlag, New York, 2001. xx+385 pp. ISBN 0-387-95183-0
- Lam, T. Y., Exercises in classical ring theory. Second edition. Problem Books in Mathematics. Springer-Verlag, New York, 2003. xx+359 pp. ISBN 0-387-00500-5
- Lam, T. Y., Lectures on modules and rings. Graduate Texts in Mathematics, 189. Springer-Verlag, New York, 1999. xxiv+557 pp. ISBN 0-387-98428-3
- McConnell, J. C.; Robson, J. C. Noncommutative Noetherian rings. Revised edition. Graduate Studies in Mathematics, 30. American Mathematical Society, Providence, RI, 2001. xx+636 pp. ISBN 0-8218-2169-5
- Pierce, Richard S., Associative algebras. Graduate Texts in Mathematics, 88. Studies in the History of Modern Science, 9. Springer-Verlag, New York-Berlin, 1982. xii+436 pp. ISBN 0-387-90693-2
- Rowen, Louis H., Ring theory. Vol. I, II. Pure and Applied Mathematics, 127, 128. Academic Press, Inc., Boston, MA, 1988. ISBN 0-12-599841-4, ISBN 0-12-599842-2
- Springer, Tonny A. (1977), Invariant theory, Lecture Notes in Mathematics, quyển 585, Springer-Verlag
- Weibel, Charles, The K-book: An introduction to algebraic K-theory
- Connell, Edwin, Free Online Textbook, http://www.math.miami.edu/~ec/book/